# Nobiltà pontificia

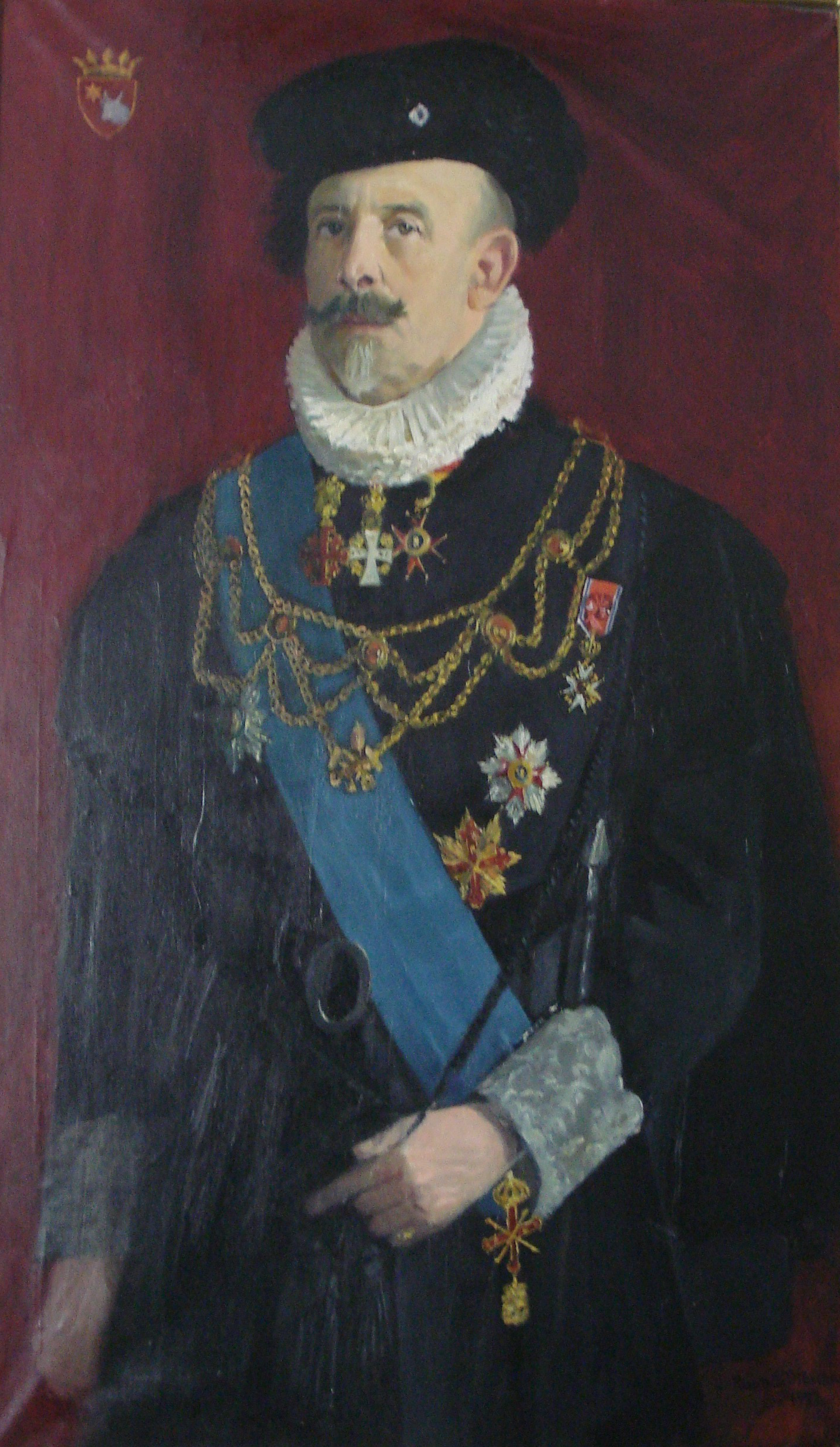
Christopher, I conte de Paus (1862–1943), un norvegese convertito al cattolicesimo, nominato ciambellano papale e parente di Henrik Ibsen, ottenne il titolo di conte da papa Pio XI.

La nobiltà pontificia (o nobiltà papale) è l'aristocrazia della Santa Sede. Alcuni titoli pontifici, oltre a singole onorificenze, sono stati concessi nel corso dei secoli dallo Stato Pontificio con a capo il papa in quanto sovrano dello Stato della Chiesa. Tra questi figuravano patrizi, principi, duchi, marchesi, conti, visconti, baroni, signori e cavalieri che spesso erano al servizio della corte pontificia o dello stato. La nobiltà pontificia venne riformata con la lettera apostolica Pontificalis Domus del 1968 che riorganizzò l'intera corte pontificia, e i titoli continuarono ad essere ritenuti validi in quanto la Città del Vaticano è uno stato sovrano. La pari dignità ai titoli concessi dal Regno d'Italia venne garantita dai Patti Lateranensi del 1929, ma quand'anche la monarchia cadde in Italia, la Città del Vaticano continuò a ritenere validi i propri, che vennero riconosciuti come parte del predicato nella giurisdizione repubblicana italiana.
Dalla nobiltà pontificia si distinguono le famiglie baronali romane, che appartengono all'aristocrazia della città di Roma ma non sono di nomina pontificia.

## Storia
Lo Stato della Chiesa costituiva la giurisdizione temporale del potere dei papi e pertanto disponeva di una propria aristocrazia, spesso alleata e imparentata con la nobiltà di altri stati italiani. Durante questo periodo, in tutta Italia, varie famiglie influenti raggiungevano attraverso loro membri il soglio pontificio, motivo per cui poi venivano nobilitate dallo stesso papa in carica. Questa aristocrazia era solita utilizzare l'istituto del matrimonio per fortificare la propria posizione rispetto al soglio pontificio, con altre famiglie papali (che avevano avuto almeno un pontefice tra le proprie file), oppure cercare alleanze potenti all'esterno che potessero garantire loro di mantenere il loro potere e la loro influenza presso la sede di Pietro. Come accadeva in altre società aristocratiche, con la propria influenza presso il papa e col denaro, queste famiglie erano in grado di acquistare borghi, città o gruppi di terre per poi ottenere l'elevazione nobiliare da parte del pontefice, in particolare tra XVI e XVII secolo. Ricorda a tal proposito lo storico e studioso tedesco Leopold von Ranke:
(Leopold von Ranke)
I papi erano soliti elevare alcuni membri delle principali famiglie della nobiltà pontificia alla posizione di cardinale, in particolare se si trattava di figli ultrogeniti (secondogeniti o terzogeniti), che quindi non avevano in prospettiva l'ereditare i titoli paterni. I papi stessi elevarono a tale posizione membri delle loro stesse famiglie di provenienza, in particolare i propri nipoti andando a creare quello che divenne il vero e proprio istituto del cardinal nipote. Le famiglie più ricche dell'aristocrazia pontificia potevano acquistare degli uffici di curia, nella speranza di poter ottenere degli episcopati o dei cardinalati e quindi acquisire sempre maggior influenza o autorità, sia sul papa, sia su altri membri della nobiltà papale.
Molte famiglie, in particolare tra Cinquecento e Seicento, beneficiarono di questa politica come ad esempio i Barberini ed i Pamphili, in particolare per l'essere imparentati coi pontefici. Famiglie che in precedenza traevano la loro ricchezza dal lavoro o dalle avventure mercantili, si ritrovarono in un paio di generazioni elevate tra i ranghi della nobiltà romana quando un parente veniva eletto al soglio pontificio. Parallelamente queste stesse famiglie iniziarono a costruire sontuosi palazzi, in particolare a Roma, ove tenere proprie piccole "corti", oltre a patrocinare la costruzione o la protezione di chiese e cappelle, pratica che divenne diffusissima e che rappresentava il miglior modo per ostentare non solo la propria ricchezza, ma anche la propria fedeltà al papato.
L'occupazione napoleonica di Roma portò all'abolizione temporanea dei titoli nobiliari, ma quando papa Pio VII riebbe dal Congresso di Vienna la piena sovranità dei propri stati, decise come prima cosa con motu proprio del 6 luglio 1816 ("Quando per ammirabile disposizione") di abolire la feudalità negli stati pontifici, tramutando tutti i titoli concessi dal papato ed ancora in essere come onorifici e quindi slegati dal possesso diretto della terra.
Un passo importante che pose fine alla secolare dualità tra la nobiltà pontificia e le famiglie baronali romane, fu il chirografo voluto da Pio IX il 2 maggio 1853. Con tale documento il patriziato civico della città di Roma venne equiparato alla nobiltà creata dal Papa e venne redatto nel 1854 un elenco completo delle famiglie principesche romane così da includerle nel Libro d'oro della nobiltà capitolina istituita dalla costituzione Urbem Romam di Benedetto XIV del 1746. Sia i nobili civici che l'aristocrazia pontificia ottennero quindi il titolo di "patrizio romano".
Dopo l'annessione dello Stato Pontificio al regno d'Italia e la presa di Roma nel 1870, il papa rimase "prigioniero in Vaticano", sostenuto dalla "nobiltà nera", ovvero da quelle famiglie che rimasero fedeli al papato anziché alla monarchia italiana, rifiutandosi di collaborare col nuovo stato. I Patti Lateranensi posero fine alla disputa tra la nobiltà papale e la nobiltà italiana, ponendole a pari merito sino al 1946 quando la costituzione repubblicana italiana non riconoscendo i titoli nobiliari, tolse loro rilevanza giuridica in Italia.
Papa Paolo VI nell'ambito della riforma della curia romana, stabilì nel 1968 che la nobiltà pontificia non sarebbe più stata un corpo costituente della corte papale e pertanto la pratica di conferire titoli nobiliari andò scomparendo. Papa Giovanni Paolo II concesse titoli nobiliari a compatrioti polacchi all'inizio del suo pontificato, ma senza che questi venissero pubblicati sugli Acta Apostolicae Sedis. I papi continuarono a concedere onorificenze regolarmente, anche se esse non conferiscono più nobilitazione come in passato.

## Concessione di titoli all'estero
La particolare natura dello Stato della Chiesa, potenza temporale e spirituale nel contempo, consentì ai diversi pontefici di concedere titoli onorifici anche all'estero, presso quelle potenze cattoliche che riconoscevano poi l'uso dei titoli concessi dal pontefice anche sul loro territorio. Una minima parte venne concessa anche a famiglie cattoliche residenti in stati protestanti o musulmani, oppure a personalità convertitesi al cattolicesimo.
I titoli potevano essere concessi per particolari servizi militari resi alla Santa Sede, per il sostegno dato a opere di beneficenza o scuole cattoliche, per la difesa di particolari idee religiose, per la difesa della dottrina sociale della Chiesa, per la lotta politica a favore della difesa dei diritti della Chiesa, per la difesa di particolari congregazioni religiose oppure per generici servizi di natura eccezionale concessi a favore della Santa Sede o del pontefice stesso.
| Nazione       | Principe                | Duca                    | Marchese                 | Conte                      | Visconte                | Barone         | Nobile         | Totale                     | Casate viventi |
| ------------- | ----------------------- | ----------------------- | ------------------------ | -------------------------- | ----------------------- | -------------- | -------------- | -------------------------- | -------------- |
| Francia       | 18 (di cui 5 ereditari) | 25 (di cui 3 ereditari) | 43 (di cui 23 ereditari) | 431 (di cui 155 ereditari) | 24 (di cui 3 ereditari) | 1 (ereditario) | 1 (ereditario) | 529 (di cui 197 ereditari) | 90             |
| Spagna        | -                       | -                       | -                        | -                          | -                       | -              | -              | 99                         | 31             |
| Belgio        | -                       | -                       | -                        | -                          | -                       | -              | -              | 59                         | 17             |
| Paesi Bassi   | -                       | -                       | -                        | -                          | -                       | -              | -              | 2                          | 1              |
| Svezia        | -                       | -                       | 1 (ereditario)           | 1 (ereditario)             | -                       | -              | -              | 2                          | 2              |
| Portogallo    | -                       | -                       | 2 (ereditari)            | 4 (ereditari)              | -                       | -              | -              | 6                          | 2              |
| Polonia       | -                       | -                       | -                        | -                          | -                       | -              | -              | 19                         | 3              |
| Medio Oriente | -                       | -                       | -                        | -                          | -                       | -              | -              | 42                         | 35             |
| Malta         | -                       | -                       | 8                        | 6                          | -                       | -              | -              | 14                         | 2              |

## Alcune personalità titolate
Quello di conte era uno dei titoli più diffusi tra la nobiltà pontificia. Il titolo comitale, concesso a livello personale o ereditario, era già in uso presso la nobiltà pontificia nel medioevo e continuò ad essere regolarmente concesso sino al 1870.
Il titolo era utilizzato come segno di alta distinzione e riservato come tale unicamente ai cattolici anche se non italiani come ad esempio il tenore irlandese John McCormack, il finanziere americano George MacDonald, il filantropo americano Katherine E. Price, e Rose Kennedy (madre del presidente John F. Kennedy). L'americano Francis Augustus MacNutt venne elevato al titolo di marchese, mentre l'argentina Mercedes Castellanos de Anchorena fu marchesa, mentre negli anni '20 Genevieve e Nicholas Frederic Brady di New York ottennero il titolo di duchi.

## I conti del Sacro Palazzo del Laterano
Il titolo di "conte del Sacro Palazzo del Laterano" è un onore che viene garantito ex officio e ad vitam a quanti sono stati creati Ciambellani Papali (oggi Gentiluomini di Sua Santità e ai Parafrenieri Pontifici) e sono pertanto membri della corte pontificia. Il titolo venne concesso in automatico anche a tutti i membri del capitolo spagnolo dell'Ordine del Santo Sepolcro con una tradizione che risaliva al periodo della Reconquista, dove l'ordine ebbe un ruolo importante.

## Famiglie principesche romane
Le famiglie principesche romane erano della nobiltà pontificia le casate più influenti ed erano costituito da un numero circoscritto di famiglie romane che ebbero per caratteristica quella di detenere come ereditario un titolo principesco sovrano dai sovrani pontefici e sono inquadrabili nella disciplina dettata da apposite "massime" della consulta araldica del Regno d'Italia:
1. è riconosciuta l'esistenza del "ceto" dei principi e duchi romani, rappresentanti l'antico baronaggio romano;
2. ai capi delle suddette famiglie spetta il titolo di principe e duca appoggiato sul cognome: le famiglie stesse sono principesche e ducali romane;
3. il ceto dei principi e duchi romani è ristretto alle sole famiglie che furono riconosciute tali dalla congregazione araldica capitolina nella seduta del 17 gennaio 1854 (solo quelle che avessero ricevuto questi titoli dal romano pontefice e che avessero in Roma il loro principale domicilio);
4. il trattamento antichissimo spettante a dette famiglie viene riconosciuto col titolo di don prefisso al nome di battesimo nel capo della famiglia (ai figli compete il titolo di don e donna dei principi e dei duchi), con l'uso di speciali ornamentazioni araldiche (ma la prevista pubblicazione ufficiale al riguardo non venne mai emanata), e col trattamento di "eccellenza" (poi disconosciuto con massima del 18 novembre 1926).

I capi delle famiglie principesche e ducali romane, individuate dalla Congregazione araldica capitolina il 17 gennaio 1854 e iscritte fra i nobili e patrizi romani in ottemperanza alla volontà sovrana espressa nel chirografo del 2 maggio 1853, sono i seguenti:
| Stemma | Nome della casata                          | Titoli                                           | Note                                                                               |
| ------ | ------------------------------------------ | ------------------------------------------------ | ---------------------------------------------------------------------------------- |
|        | Aldobrandini                               | Principe di Meldola Principe                     | Sopravvive la casata dei Borghese-Aldobrandini                                     |
|        | Altemps                                    | Duca di Gallese                                  | Estinta                                                                            |
|        | Altieri                                    | Principe di Oriolo                               | Estinta nel 1955                                                                   |
|        | Barberini                                  | Principe di Palestrina                           | Confluita nei Barberini ex Sacchetti                                               |
|        | Barberini                                  | Duca di Castelvecchio                            | Estinta                                                                            |
|        | Bonaparte                                  | Principe di Canino e Musignano Principe          | Estinta nel 1924                                                                   |
|        | Boncompagni Ludovisi                       | Principe di Piombino Duca di Sora                |                                                                                    |
|        | Bonelli                                    | Duca di Salci                                    | Sopravvive la casata dei Tognini-Bonelli                                           |
|        | Borghese                                   | Principe Principe di Sulmona Principe di Sarsina |                                                                                    |
|        | Caetani                                    | Principe di Teano Duca di Sermoneta              | Estinta nel 1961                                                                   |
|        | Cesarini poi Sforza Cesarini               | Principe di Genzano Duca di Civitanova           |                                                                                    |
|        | Chigi poi Chigi Albani della Rovere        | Principe Principe di Farnese                     |                                                                                    |
|        | Colonna di Paliano                         | Principe di Paliano                              |                                                                                    |
|        | Colonna di Sciarra                         | Principe di Carbognano                           | Confluita nei Barberini e poi nei Riario                                           |
|        | Corsini                                    | Principe di Sismano                              |                                                                                    |
|        | Doria poi Doria Landi Pamphili             | Principe di Melfi                                |                                                                                    |
|        | Lante poi Lante Montefeltro della Rovere   | Duca di Bomarzo Duca Lante della Rovere          |                                                                                    |
|        | Montholon                                  | Principe                                         |                                                                                    |
|        | Odescalchi                                 | Principe di Bassano Romano                       |                                                                                    |
|        | Orsini                                     | Principe Duca di Bracciano                       | Estinta nel ramo romano dei duchi di Bracciano, sopravvivono gli Orsini di Gravina |
|        | Ottoboni poi Boncompagni-Ludovisi-Ottoboni | Principe Ottoboni Duca di Fiano                  | Estinta nel 1909                                                                   |
|        | Pallavicini                                | Duca di Castro                                   | Estinta nel ramo romano, sopravvivono i Pallavicino a Genova                       |
|        | Rospigliosi                                | Principe di Castiglione Duca di Zagarolo         |                                                                                    |
|        | Ruspoli                                    | Principe di Cerveteri                            |                                                                                    |
|        | Salviati                                   | Duca di Giuliano Duca Salviati                   | Sopravvive nella casata Borghese-Salviati                                          |
|        | Santacroce                                 | Principe di San Gemini                           | Estinta nel 1867                                                                   |
|        | Strozzi                                    | Principe di Forano                               | Sopravvive nella casa Guicciardini-Strozzi                                         |
|        | Caffarelli                                 | Duca di Assergi                                  | Sopravvive nella casata Negroni Caffarelli                                         |
|        | Grazioli                                   | Duca di Magliano                                 |                                                                                    |
|        | Conti                                      | Principe di San Gregorio                         | Estinta                                                                            |
|        | Mattei                                     | Duca di Giove                                    | Estinta                                                                            |
|        | Torlonia                                   | Principe di Civitella Cesi                       |                                                                                    |
|        | Torlonia                                   | Duca di Poli e Guadagnolo                        |                                                                                    |
|        | Braschi                                    | Duca di Nemi                                     | Estinta                                                                            |
|        | Del Drago (Del Drago-Biscia-Gentili)       | Principe di Mazzano e Antuni                     |                                                                                    |
|        | Gabrielli                                  | Principe di Prossedi                             |                                                                                    |
|        | Massimo                                    | Principe di Arsoli                               |                                                                                    |
|        | Spada Veralli                              | Principe di Castel Viscardo                      | Estinta                                                                            |

A queste famiglie la consulta araldica del Regno aggiunse poi gli Sforza Cesarini (successivamente Cesarini), i Giustiniani Bandini e i Lancellotti (già Massimo).
Fra le sopra elencate famiglie la Congregazione Araldica Capitolina individuò quelle che ebbero nel loro seno uno o più pontefici e che quindi "in qualche modo parteciparono della sovranità", iscrivendole fra i "coscritti": Aldobrandini, Della Rovere, Borghese, Altieri, Barberini, Boncompagni Ludovisi, Caetani, Chigi, Colonna di Paliano, Colonna di Sciarra, Corsini, Doria Pamphili, Ludovisi Boncompagni, Odescalchi, Orsini, Ottoboni, Rospigliosi.
A queste ultime famiglie spetta nello stemma l'ornamentazione della "basilica", cioè il gonfalone della Camera apostolica accollato alle chiavi pontificie.
In conformità alle consuetudini vigenti negli Stati della Chiesa, sono comprese a pieno titolo, negli elenchi sopra riportati, sia le famiglie "originarie" che le famiglie "surrogate", con surrogazione "piena" o "mista" (per esempio i Doria Pamphili, essendo papale la Pamphili) indifferentemente.
Per quanto concerne la corona, secondo Fabrizio Barbolani di Montauto i principi romani usano sormontare il tocco rosso con due archi contornati da perle sostenenti un piccolo globo cimato da una crocetta il tutto d'oro, con il cerchio d'oro gemmato, mentre per Carlo Mistruzzi di Frisinga i principi romani adottarono "il cerchio con il risvolto di ermellino come quello dei principi del Sacro Romano Impero, dato che il papa è depositario della dignità del S.R.I.".
Per antica tradizione, sono assimilati ai principi romani, nel rango e nel trattamento, i marchesi romani detti "di baldacchino", che secondo Carlo Cardelli, sono le famiglie Theodoli, Patrizi Naro Montoro, Costaguti ora Afan de Rivera Costaguti, Serlupi Crescenzi, Sacchetti e i conti Soderini oltre ai capi delle famiglie che diedero un Pontefice.
Secondo monsignor Karel Kasteel generalmente i principi creati dalle due principali fonti d'onore non sono dello stesso rango: i principi romani ovunque avevano la precedenza sui principi del Sacro Romano Impero. Perciò la nomina principesca imperiale, concessa ad alcuni principi romani, non aumentava la loro dignità e in alcuni casi il titolo non è stato usato.
Le famiglie ducali e quelle dei marchesi di baldacchino erano considerate quasi appartenenti alla stessa categoria e tutti i componenti godevano del trattamento di don e donna.
I capi delle famiglie che diedero un Pontefice e le loro legittime consorti godono del trattamento di "eccellenza" e il titolo di Principe, dato anche ai capi delle famiglie principesche romane. Indipendentemente dai loro titoli, i capi delle famiglie papali sono stati tradizionalmente considerati - prosegue Kasteel, come "pari" dalle "famiglie sovrane", essendo questa cortesia dovuta al fatto che il sovrano pontefice è riconosciuto come pater principum et regum dai monarchi cristiani e come rappresentante della prima e più antica monarchia cristiana.

## Caratteristiche
La maggior parte dei titoli nobiliari papali sono a vita; cioè si estingue alla morte del beneficiario. Esistono però anche titoli ereditari, che hanno una successione conforme alla legge pontificia e la Santa Sede si riserva il diritto di valutare gli eredi.

### Patriziato romano
•Accoramboni 
- Aldobrandini-Borghese
- Altemps
- Altieri
- Amadei
- Antamoro
- Antici-Mattei
- Antonelli
- Bandini-Giustianini
- Barberini-Dusa
- Barberini-Colonna
- Bernini
- Biondi
- Bolognetti-Cenci
- Bonaparte
- Boncompagni
- Boncompagni-Ludovisi
- Boncompagni-Ottoboni
- Bonelli
- Borghese
- Braschi
- Butti.
- Bufalini
- Caetani
- Caffarelli
- Capranica
- Capranica-Del-Grillo
- Gardelli
- Cavalleti
- Cesarini-Sforza
- Chigi
- Clarelli
- Colonna
- Della Torre
- Della Porta
- Fioravanti
- Savelli
- Tomasi
- Lercari

### Principati pontifici[9][10]
- Principato di Albano
- Principato Antici-Mattei
- Principato di Arsoli
- Principato di Bassano
- Principato di Belmonte
- Principato di Blanc de Manville
- Principato di Bonelli-Crescenzi
- Principato di Campagnano
- Principato di Canino e Musignano
- Principato di Cantalupe
- Principato di Carbognano
- Principato di Castelbarco-Visconti-Simonetta
- Principato di Castelviscardo
- Principato di Cerveteri
- Principato della Cisterna e Belriguardo
- Principato di Civitella Cesi
- Principato di Clermont-Tonnerre
- Principato di Crouy-Chanel
- Principato di Farnese
- Principato De Ferrari
- Principato della Fortuna
- Principato di Gallicano
- Principato di Genzano
- Principato Giustiniani Bandini
- Principato di Lancellotti
- Principato Lante Montefeltro della Rovere
- Principato di La Glorieta
- Principato di La Tour d'Auvergne-Lauraguais
- Principato di Mazzano e Antuni
- Principato di Montignano
- Principato di Musone
- Principato di Nugent
- Principato di Oliveto, trasferito a San Gemini
- Principato di Oria
- Principato di Oriola
- Principato di Oriolo
- Principato di Palestrina
- Principato di Paliano
- Principato di Polignac
- Principato di Prossedi
- Principato di Ramírez de Arellano
- Principato di Rasina
- Principato di Roviano
- Principato di San Faustino
- Principato di San Gregorio (da Sassola)
- Principato di San Martino al Cimino
- Principato di Sarsina e Meldola
- Principato di Scandriglia
- Principato di Sismano
- Principato di Sonnino
- Principato di Soriano
- Principato di Trevignano
- Principato di Umbriano del Precetto
- Principato di Valmontone
- Principato di Viano
- Principato di Vicovaro

### Ducati pontifici[11]
- Ducato di Chabot
- Ducato di Crillon
- Ducato di Cubas
- Ducato De Ferrari
- Ducato di Galliera
- Ducato di Gandolfi-Hornyold
- Ducato di Giovanni
- Ducato di Nemi
- Ducato di Pomar
- Ducato di San Lorenzo
- Ducato di San Lorenzo Nuovo
- Ducato di Santa Fe
- Ducato di Stacpoole

### Marchesati pontifici[12]
- Marchesato di Aldama
- Marchesato di Angulo
- Marchesato di Argudin
- Marchesato di Ayala
- Marchesato di Bahamonde
- Marchesato di Balanzó
- Marchesato di Barron
- Marchesato di La Calle
- Marchesato di Camps
- Marchesato di Casa Arnao
- Marchesato di Casa Dalp
- Marchesato di Casa Icaza
- Marchesato di Casa León
- Marchesato di Casa López
- Marchesato di Casa Pinzón
- Marchesato di Cobo de la Torre
- Marchesato di Cubas
- Marchesato di Dou
- Marchesato di Ezenarro
- Marchesato di Faria
- Marchesato De Ferrari
- Marchesato di Ferrer-Vidal
- Marchesato di Francos
- Marchesato di Gadea-Orozco
- Marchesato di Galtero
- Marchesato di Gandolfi-Hornyold
- Marchesato di Gibaja
- Marchesato di Jaraquemada
- Marchesato di Jover
- Marchesato di Juliá
- Marchesato di Köller
- Marchesato di Lacy
- Marchesato Lagergren
- Marchesato di La Torre
- Marchesato di López Bayo
- Marchesato di Maltrana
- Marchesato di Melgarejo de los Infantes
- Marchesato di Montsalud
- Marchesato di Moragas
- Marchesato di Murga
- Marchesato di Muñiz
- Marchesato di Olaso
- Marchesato di Oliva
- Marchesato di Olivart
- Marchesato Pacelli
- Marchesato di Padierna
- Marchesato di Pascual-Bofill
- Marchesato di Piñeyro
- Marchesato di Polavieja
- Marchesato di Potestad-Fornari
- Marchesato di Sagnier
- Marchesato di San Antonio
- Marchesato di San Feliz
- Marchesato di San José de Serra
- Marchesato di San Juan
- Marchesato di San Marful
- Marchesato di San Martín de Mohías
- Marchesato di San Miguel
- Marchesato di Sancha
- Marchesato di Sanches de Baena
- Marchesato Sauvage de Brantès
- Marchesato di Silva de Balboa
- Marchesato di Stacpoole
- Marchesato di Tola de Gaytán
- Marchesato di Urrea
- Marchesato di Valero de Palma
- Marchesato di Vallefond
- Marchesato di Velázquez de Velasco

### Contee pontifici[13][14]
- Contea di Abrial
- Contea di Affre di Santa Roma
- Contea di Aldama
- Contea di Aldana
- Contea di Almeida
- Contea di Angelica
- Contea di Armand
- Contea di Barciles
- Contea di Berenguer
- Contea du Blanchy
- Contea du Boulloche
- Contea Cagninacci
- Contea di Castilfale
- Contea du Catta
- Contea di Colacicchi
- Contea di Egaña
- Contea di Erice
- Contea di Falcón
- Contea di Fels
- Contea di Ferreira de Riba d' Ave
- Contea di Fontenilliat
- Contea di Formello
- Contea du Freige
- Contea Fresson
- Contea di Fuentecilla
- Contea di Gonçalves Pereira
- Contea di Guerrero
- Contea della Lastra
- Contea di Larios
- Contea di Lascoiti
- Contea Lebeuf de Montgermont
- Contea Leclerc de Hauteclocque
- Contea di Lesser
- Contea Mangoni di Santo Stefano
- Contea di Marín
- Contea di Miguel
- Contea di O'Brien
- Contea Olry de Labry
- Contea di Osborne
- Contea di Pardo Bazán
- Contea Pastré
- Contea di Paus
- Contea di Portugal de Faria
- Contea di Ramírez de Arellano
- Contea di Ribas[15]
- Contea di Sant Llorens del Munt
- Contea di Sicart
- Contea di Turnes
- Contea di Urquijo
- Contea van der Cruisse de Waziers
- Contea di Vidal
- Contea di Vilardaga
- Contea Werlé
- Contea Żółtowski

### Viscontee pontifici
- Viscontea di San Antonio

### Baronie pontifici
- Baronia di Bretanville
- Baronia di Goya-Borrás
- Baronia de Mattei
- Baronia di Badolato[16]